# Glosholmen, Lovisa
Glosholmen är en ö i Finland. Den ligger i Finska viken och i kommunen Lovisa i den ekonomiska regionen  Lovisa i landskapet Nyland, i den södra delen av landet. Ön ligger omkring 86 kilometer öster om Helsingfors.
Öns area är 15,6 hektar och dess största längd är 0,7 kilometer i nord-sydlig riktning. Ön höjer sig omkring 10 meter över havsytan.